# Eugène de Batchinsky
Vous pouvez aider à l'améliorer ou bien discuter des problèmes sur sa page de discussion.
- Sa neutralité est controversée (voir la discussion). Considérez son contenu avec précaution (questions courantes).

Désaccord de neutralité soulevé, à justifier:
- Choisir de 1 à 3 thèmes correspondant le mieux à cet article et figurant obligatoirement dans la liste ci-après pour mieux classer cette controverse.

- « Art et culture »
- « Biographie »
- « Droit »
- « Économie »
- « Histoire »
- « Informatique »
- « Philosophie »
- « Politique et société »
- « Religions et croyances »
- « Science »
- « Sport »
- « Autres »

Ajoutez les thèmes dans le bandeau, sans les guillemets ; par exemple :  {{Désaccord de neutralité|Droit|Informatique}}
(Attention, cela fera disparaître ce message d'aide)
- Cliquer sur le lien "Discussion:Eugène de Batchinsky/Neutralité" pour y expliquer vos arguments ; autrement, le bandeau sera retiré.
- Copier / coller en début de cette liste le texte suivant :

* 14 : [[:Eugène de Batchinsky]] mis en place par ~~~ ([[Discussion:Eugène de Batchinsky/Neutralité|justification]])
- Éventuellement, vous pouvez vous servir du modèle {{passage non neutre}} pour mettre en évidence les passages vous ayant conduit à l’apposition du bandeau. (Marqué depuis juin 2012)[[Catégorie:]]

Vous pouvez aider à l'améliorer ou bien discuter des problèmes sur sa page de discussion.
- Il ne cite pas suffisamment ses sources. Vous pouvez indiquer les passages à sourcer avec {{référence nécessaire}} ou {{Référence souhaitée}}, et inclure les références utiles en les liant aux notes de bas de page. (Marqué depuis mars 2014)

- Archive Wikiwix
- Bing
- Cairn
- DuckDuckGo
- E. Universalis
- Gallica
- Google
- G. Books
- G. News
- G. Scholar
- Persée
- Qwant
- (zh) Baidu
- (ru) Yandex
- (wd) trouver des œuvres sur Wikidata

Eugène de Batchinsky est un évêque orthodoxe ukrainien né le 24 août 1885 et mort en 1978.

## Biographie
Evhen (Eugène) Vasylovych Batchinsky est né le 24 août 1885, dans la ville d'Ekaterinoslav (longtemps Dnipropetrovsk et désormais Dnipro) en Ukraine.

### Exil en Europe
Après avoir terminé ses études secondaires dans une école militaire des cadets, Eugène de Batchinsky sert dans l'armée tsariste en tant que lieutenant d'artillerie et, à partir de 1905 jusqu'à la fin de 1907, est membre d'un groupe d'officiers de l'armée révolutionnaire. En novembre 1907, Eugène de Batchinsky, alors tsariste, est arrêté par les autorités et passe plusieurs mois en prison. Il est ensuite exilé en Europe occidentale.
Il s'installe d'abord en France, où il reste de 1908 à 1914, et est actif dans la communauté ukrainienne "Hromada" à Paris. Il voyage dans toute l'Europe en 1910 et est arrêté en Bucovine (alors partie de l’empire austro-hongrois). Il passe trois mois et demi en prison pour agitation d'une université en Ukraine à Lviv. Il retourne ensuite en France via la Suisse et collabore avant la Première Guerre mondiale par un certain nombre d'articles de journaux en ukrainien et en russe à la contestation contre l'empire austro-hongrois.
En 1914, Eugène de Batchinsky déménage à Genève. De 1915 à 1917, il est représentant de la "Soiuz Vyzvolennia Ukraïny" (Union pour la libération de l'Ukraine), en Suisse, et est rédacteur en chef de La Revue ukrainienne, l'une des publications officielles de cette organisation.
En 1917, il fonde, en collaboration avec P. Chykalenko, une librairie ukrainienne à Lausanne, qui reste en activité pendant quatre ans. De mai 1917 à août 1919, Eugène Batchinsky est rédacteur en chef de l’hebdomadaire L'Ukraine et directeur adjoint du Bureau de presse de l’Ukraine à Lausanne, dirigé par V. Stepankivsky. Il participe à diverses activités diplomatiques et politiques en Suisse, au nom de la République nationale ukrainienne.
De 1919 à 1922, Eugène de Batchinsky est secrétaire général de la chambre de commerce ukraino-suisse à Genève, fondée par P. Chyzhevsky, un émissaire de la République nationale ukrainienne. Il est ensuite rédacteur en chef de l’organe Vistnyk (The Herald). Entre-temps, il poursuit ses activités de journaliste accrédité auprès de la Société des Nations pour plusieurs journaux ukrainiens.
D’août 1922 jusqu’à sa dissolution, il est le représentant pour l'Europe occidentale de la "Sobornopravna" (conciliaire) UAPTs (Ukrains'ka Avtokefal'na Pravoslavna Tserkva, Église orthodoxe autocéphale ukrainienne), basée à Kiev. À ce titre il contribue à organiser des paroisses orthodoxes ukrainiennes en France. Il participe à de nombreuses conférences et des conventions religieuses et publie le bulletin religieux Blahovisnyk (édition française : L’Annonciateur).
En 1939 M. de Batchinsky fonde le Comité central d'aide de la Croix-Rouge d'Ukraine en exil et en est le directeur jusqu’en 1950, date à laquelle elle a été dissoute.

## Vie ecclésiastique
Le 7 mai 1955 Mgr de Batchinsky est consacré évêque du diocèse d'Europe occidentale de l'Église Orthodoxe Autocéphale Ukrainienne Sobornopravna, par Mgr Nicholas Urbanovitch, assisté par Mgr Efrem Mauro Fusi.
Mgr de Batchinski est un des artisans de la création du Siège Ecclésial Œcuménique de Bienne fondé et présidé pendant de nombreuses années par Mgr Julien Erni, ancien pasteur protestant devenu évêque œcuménique. Cette union regroupe jusqu'à une quarantaine d'évêques occidentaux non romains.
Mgr Eugène de Batchinsky est l’un des coconsécrateurs de Mgr Irénée d'Eschevannes puis, avec le même Mgr Irénée et Mgr Erni ils consacrèrent le 5 mai 1957, Mgr Tugdual Jean-Pierre Danyel comme évêque de Redon, avec mission de présider à l'entière restauration de la Sainte Église Celtique.
Le 19 décembre 1959, assisté de Mgr Tugdual, Mgr Eugène consacre en l’église Saint-Nicolas de Rougemont en Suisse Mgr Wasyl Sawyna comme évêque de l'Église Orthodoxe Ukrainienne Autocéphale des États-Unis. Celui-ci devant succéder plus tard à Mgr Eugène comme évêque primat.
Au cours de la même cérémonie, Mgr Eugène élève Mgr Tugdual du rang d'évêque de Redon et Aleth au rang d'archevêque métropolitain de Dol.
En 1969, il commence la rédaction de son autobiographie.
En 1976, il négocie à la bibliothèque de l'Université Carleton à Ottawa le transfert de sa collection, qui comprend de nombreux livres et surtout une importante quantité de documents biographiques, le tout représentant d'après des recherches publiées par l'université en 1995, une longueur totale de rayonnages de 150 mètres.
Il décède le 30 octobre 1978, à Bulle, en Suisse, où il a vécu pendant plusieurs années.